# 4194-es busz
A 4194-es jelzésű autóbuszvonal Kazincbarcika és Szilvásvárad között húzódó helyközi vonal, amelyet a Volánbusz Zrt. üzemeltet Putnok, Sáta és Nekézseny érintésével.

## Útvonala
Kazincbarcika Szent Flórián térről indul. A legtöbb járattal ellentétben a Hadak útján, a 26-os főúton súrolja a várost. A Kazincbarcikai járás járásközpontját Bánréve irányába hagyja el. Első település Sajóivánka, a vonal 8. kilométerén Vadnára érkezik, utoljára itt van közös megállója a Bánhorváti felé tartó vonalakkal. 3 perc múlva a sajógalgóci elágazásnál áll meg, majd Dubicsány következik, és a szomszédos városba, Putnokra ér. Belvárosában egyből a vasútállomás felé veszi irányát ez az egyetlen járat, a többi Putnok Fő terétől indul, a város központi megállójából, melyet a kazincbarcikai nem érinti. Keresztezi a Miskolc–Bánréve–Ózd-vasútvonalat és a Sajó folyót, munkanapokon 2 indítás a tömegközlekedésileg zsákfalut, Sajóvelezdet is kiszolgálja (csak ebből az irányból). Az Upponyi-hegység közelében robog, délnyugat felé tart tovább a Királd-patak völgyében Királdra és a 2524-es mellékúton éri el a szomszédos Borsodbótát. Ezt követi Sáta, majd minden esetben betér Csokvaományra, csakis kizárólag aztán a már Lázbérci Tájvédelmi Körzettel határos Nekézsenybe. A nagyvárosból indulása utáni 90. percben már Dédestapolcsányban tartózkodik – Bánhorváti és Tardona felől is több módon elérhető –, melyen először a már Heves megyei Nagyvisnyót keresztezi, és a vonal végállomását, Szilvásváradot. Szalajka-völgyének elágazása az utolsó megálló.
Ellentétes irányban csak Putnokig közlekedik, változatlan útvonalon.

## Közlekedése
Indításszáma átlagos, csak ezzel a három végállomással rendelkezik. Szólók szolgálják ki a hét minden napján és a nap során, közvetlen eljutás Kazincbarcikáról az 1054-es országos; és a 3408-as Eger – Kazincbarcika autóbuszvonallal is lehetséges, turisztikai jelentősége is van.
Az alábbi helyeken kínál csatlakozást:
- Putnok, Fő tér – autóbuszos csatlakozás Miskolc felé/felől (3770-es busz)

- Szilvásvárad, szalajka-völgyi elág. – autóbuszos csatlakozás Eger felé/felől (3411-es busz).

| Viszonylat                                                             | Indításszám     | Közlekedési rend |
| ---------------------------------------------------------------------- | --------------- | ---------------- |
| Kazincbarcika, Szent Flórián tér ➝ Szilvásvárad, szalajka-völgyi elág. | 1 oda           | munkanapokon     |
| Putnok, Fő tér – Szilvásvárad, szalajka-völgyi elág.                   | 1 oda, 2 vissza | munkanapokon     |
| Putnok, Fő tér – Szilvásvárad, szalajka-völgyi elág.                   | 2 pár           | hétvégén         |

## Megállóhelyei
| 0                                   | Kazincbarcika, Szent Flórián tér autóbusz-váróterem végállomás | 0.0 km  | 1054, 1369, 1384, 1410, 1411 3756, 3763, 3764, 3765, 3766, 3767, 3769, 3770, 3772, 3773, 4040, 4041, 4043, 4044, 4045, 4046, 4047, 4048, 4050, 4052, 4058, 4059, 4061, 4062, 4063, 4065, 4066, 4067, 4069, 4070, 4075, 4079, 4080, 4081, 4082, 4083, 4084 |
| 1                                   | Kazincbarcika, Kossuth utca 1.                                 | 1.2 km  | 4058, 4061, 4062, 4063 |
| 2                                   | Kazincbarcika, Alkotmány utca                                  | 1.8 km  | 4058, 4061, 4062, 4063 |
| 3                                   | Kazincbarcika, Attila utca                                     | 2.8 km  | 4058, 4061, 4062, 4063 |
| 4                                   | Kazincbarcika, ÉRV II. telep                                   | 3.6 km  | 1384 3770, 3773, 4057, 4058, 4059, 4060, 4061, 4062, 4063, 4065, 4066, 4067, 4069, 4153 |
| 5                                   | Csukástói tanya                                                | 4.4 km  | 3773, 4057, 4058, 4059, 4060, 4061, 4062, 4063, 4065, 4066, 4067, 4069, 4153 |
| 6                                   | Sajókaza vasútállomás bejárati út                              | 5.8 km  | 1054, 1369, 1384, 1410, 1411 3408, 3770, 3773, 4057, 4058, 4059, 4060, 4061, 4062, 4063, 4065, 4066, 4067, 4069, 4153 személyvonat – Sajókaza [92.] |
| 7                                   | Vadna, községháza                                              | 7.8 km  | 1054, 1369, 1384, 1410, 1411 3408, 3770, 3773, 4057, 4058, 4059, 4060, 4061, 4062, 4063, 4065, 4066, 4067, 4153 személyvonat – Vadna [92.] |
| 8                                   | Sajógalgóci elágazás                                           | 10.4 km | 1369, 1384, 1410, 1411 3770, 3773, 4057, 4062, 4063, 4065, 4066, 4067 |
| 9                                   | Dubicsány, panzió                                              | 13.1 km | 1369, 1384, 1410, 1411 3770, 3773, 4057, 4062, 4063, 4065 |
| 10                                  | Borzóczvölgy bejárati út                                       | 14.5 km | 3773, 4057, 4062, 4063, 4065 |
| 11                                  | Putnok, Kossuth utca 62.                                       | 16.9 km | 1369, 1384, 1410, 1411 3770, 3773, 4057, 4062, 4063, 4065, 4147, 4188, 4193, 4195 |
| Az itt végállomásozók érintik.      |                                                                |         | |
| ∫                                   | Putnok, Fő tér vonalközi végállomás                            | ∫       | 1369, 1384, 1410, 1411 3770, 3773, 4063, 4065, 4104, 4140, 4145, 4147, 4148, 4151, 4188, 4195 |
| 12                                  | Putnok, vasútállomás elágazás                                  | 17.5 km | 4062, 4063, 4104, 4140, 4147, 4148, 4151, 4193, 4195 |
| 13                                  | Putnok, vasútállomás bejárati út                               | 18.2 km | 4062, 4063, 4104, 4140, 4147, 4148, 4151, 4193, 4195 személyvonat – Putnok [92.] |
| 14                                  | Sajóvelezdi elágazás                                           | 20.5 km | 4062, 4063, 4147, 4148, 4151, 4193, 4195 |
| Munkanapokon 2 alkalommal érintett. |                                                                |         | |
| ∫                                   | Sajóvelezd, Szabadság utca                                     | ∫       | 4062, 4063, 4147, 4148, 4151, 4193, 4195 |
| ∫                                   | Sajóvelezd, Széchenyi utca 33.                                 | ∫       | 4062, 4063, 4147, 4148, 4151, 4193, 4195 |
| ∫                                   | Sajóvelezd, vegyesbolt                                         | ∫       | 4062, 4063, 4147, 4148, 4151, 4193, 4195 |
| ∫                                   | Sajóvelezd, Széchenyi utca 33.                                 | ∫       | 4062, 4063, 4147, 4148, 4151, 4193, 4195 |
| ∫                                   | Sajóvelezd, Szabadság utca                                     | ∫       | 4062, 4063, 4147, 4148, 4151, 4193, 4195 |
| 14                                  | Sajóvelezdi elágazás                                           | 20.5 km | 4062, 4063, 4147, 4148, 4151, 4193, 4195 |
| 15                                  | Királdi útelágazás                                             | 22.7 km | 4147, 4148, 4151, 4193, 4195 |
| 16                                  | Királd, autóbusz-forduló                                       | 25.4 km | 4147, 4148, 4150, 4195 |
| 17                                  | Királd, Mocsolyás akna                                         | 26.5 km | 4147, 4148, 4150, 4195 |
| 18                                  | Királd, vasútállomás                                           | 26.9 km | 4147, 4148, 4150, 4195 |
| 19                                  | Királd, Béketelep                                              | 27.3 km | 4147, 4148, 4150, 4195 |
| 20                                  | Királd, községháza                                             | 27.9 km | 4147, 4148, 4150, 4195 |
| 21                                  | Királd, ABC                                                    | 28.4 km | 4147, 4148, 4150, 4195 |
| 22                                  | Királd, Szabadság akna                                         | 29.7 km | 4148, 4150, 4195 |
| 23                                  | Borsodbóta, tető                                               | 31.5 km | 4148, 4150, 4195 |
| 24                                  | Borsodbóta, felső                                              | 32.0 km | 4148, 4150, 4195 |
| 25                                  | Borsodbóta, iskola                                             | 32.8 km | 4148, 4150, 4151, 4193, 4195 |
| 26                                  | Borsodbóta, Oncsatelep                                         | 33.3 km | 4151, 4193, 4195 |
| 27                                  | Sáta, Kossuth utca 116.                                        | 35.6 km | 4151, 4155, 4193, 4195 |
| 28                                  | Sáta, vegyesbolt                                               | 36.4 km | 4151, 4155, 4193, 4195 |
| 29                                  | Sáta, ózdi útelágazás                                          | 37.1 km | 4154, 4193, 4195 |
| 30                                  | Sáta, Petőfi utca 47.                                          | 37.9 km | 4154, 4193, 4195 |
| 31                                  | Csokvaomány, vasútállomás bejárati út                          | 39.7 km | 4153, 4154, 4160, 4161, 4193, 4195 |
| 32                                  | Csokvaományi elágazás                                          | 39.9 km | 4153, 4154, 4160, 4161, 4193, 4195 |
| 33                                  | Csokvaomány, óvoda                                             | 41.4 km | 3486, 4154, 4160, 4161, 4193, 4195 |
| 34                                  | Csokvaomány, tűzoltószertár                                    | 41.8 km | 3486, 4154, 4160, 4161, 4193, 4195 |
| 35                                  | Csokvaomány, Fő tér                                            | 42.3 km | 3486, 4154, 4160, 4161, 4193, 4195 |
| 36                                  | Csokvaomány, tűzoltószertár                                    | 42.8 km | 3486, 4154, 4160, 4161, 4193, 4195 |
| 37                                  | Csokvaomány, óvoda                                             | 43.2 km | 3486, 4154, 4160, 4161, 4193, 4195 |
| 38                                  | Csokvaományi elágazás                                          | 44.7 km | 4153, 4154, 4160, 4161, 4193, 4195 |
| 39                                  | Csokvaomány, vasútállomás bejárati út                          | 44.9 km | 4153, 4154, 4160, 4161, 4193, 4195 |
| 40                                  | Nekézseny, Széchenyi utca 11.                                  | 46.8 km | 4059, 4061, 4153, 4154, 4160, 4161 |
| 41                                  | Nekézseny, híd                                                 | 47.3 km | 4059, 4061, 4153, 4154, 4160, 4161 |
| 42                                  | Nekézseny, községháza                                          | 47.6 km | 4059, 4061, 4153, 4154, 4160, 4161 |
| 43                                  | Nekézseny, Arany János utca 45.                                | 48.1 km | 4059, 4061, 4153, 4154, 4160, 4161 |
| 44                                  | Dédestapolcsány, Tó utcai forduló                              | 52.4 km | 3408, 4059, 4060, 4061, 4153, 4154, 4160, 4161 |
| 45                                  | Dédestapolcsány, élelmiszerbolt                                | 53.2 km | 3408, 4058, 4059, 4060, 4061, 4153, 4154, 4160, 4161 |
| 46                                  | Dédestapolcsány, italbolt                                      | 53.9 km | 1054 3408, 4058, 4059, 4060, 4061, 4153, 4154, 4160, 4161 |
| 47                                  | Ifjúsági tábor bejárati út                                     | 58.4 km | 3408 |
| 48                                  | Nagyvisnyó, Fő út 26.                                          | 60.6 km | 1054 3408, 3411 |
| 49                                  | Szilvásvárad, Miskolci út 144.                                 | 64.9 km | 3408, 3411 |
| 50                                  | Szilvásvárad, Miskolci út 28.                                  | 65.7 km | 1054 3408, 3410, 3411, 3412, 3486, 4157 |
| 51                                  | Szilvásvárad, szalajka-völgyi elágazás végállomás              | 66.4 km | 1054 3408, 3410, 3411, 3412, 3486, 4157 |